# القبل (ذي السفال)

تعديل مصدري - تعديل

القبل محلة تابعة لقرية الموسطة، التابعة لعزلة الحبلة بمديرية ذي السفال إحدى مديريات محافظة إب في الجمهورية اليمنية، بلغ تعداد سكانها 58 حسب تعداد اليمن لعام 2004.